# Лебедєва (Гаринський міський округ)
Ле́бедєва (рос. Лебедева) — присілок у складі Гаринського міського округу Свердловської області.
Населення — 28 осіб (2010, 33 у 2002).
Національний склад населення станом на 2002 рік: росіяни — 100 %.